# Dasht (Armenia)
Dasht (in armeno Դաշտ?) è un comune dell'Armenia di 993 abitanti (2008) della provincia di Armavir.